# I Love Violetta
Az I Love Violetta 2014-től 2015-ig sugárzott lengyel televíziós műsor, amelyben három lengyel Violetta-rajongó jellemzi az előző hét részeit, betekintést nyújt nekünk a következő hét részeibe, színészekkel beszélgetnek, és válaszolnak a weboldalon feltett kérdésekre. Lengyelországban 2014. október 25-én mutatták be, Magyarországon pedig 2015. szeptember 11-én mutatta be a Disney Channel.

## Szereplők

### Műsorvezetők
- Sonia Fiqurska (magyar hang: Györke Laura) – Szeret táncolni, énekelni, zenélni, és még sok más dolgot.
- Sylwia Lipka (magyar hang: Lamboni Anna) – 16 éves. Az éneklésen és a táncon kívül a divat érdekli.
- Wiktoria Gaşiewska (magyar hang: Gulás Fanni) – 15 éves. A hobbija a színészkedés, de emellett lovagol, táncol, és énekel.

### Vendégek
- Justyna Bojczuk (magyar hang: Csifó Dorina) – A Violetta 3. évadában Matildát játssza, a 47–57. részig. Lengyel származású.

## Epizódok
| #                                                                             | Vendég          | Eredeti premier    | Magyar premier       |
| ----------------------------------------------------------------------------- | --------------- | ------------------ | -------------------- |
| 1.                                                                            | Justyna Bojczuk | 2014. október 25.  | 2015. szeptember 11. |
| Visszatekintünk a második évadba, és bepillantunk néhány 3. évados jelenetbe. |                 |                    |                      |
| 2.                                                                            |                 | 2014. november 15. | 2015. szeptember 25. |
| 3.                                                                            |                 | 2014. november 22. | 2015. október 2.     |
| 4.                                                                            |                 | 2014. november 29. | 2015. október 9.     |
| 5.                                                                            |                 | 2014. december 6.  | 2015. október 16.    |
| 6.                                                                            |                 | 2015. január 24.   | 2015. november 20.   |
| 7.                                                                            |                 | 2015. január 31.   | 2015. november 27.   |
| 8.                                                                            |                 | 2015. február 7.   | 2015. december 4.    |
| 9.                                                                            |                 | 2015. február 14.  | 2015. december 11.   |
| 10.                                                                           |                 | 2015. március 21.  | 2016. január 22.     |
| 11.                                                                           |                 | 2015. március 28.  | 2016. január 29.     |
| 12.                                                                           | Justyna Bojczuk | 2015. április 4.   | 2016. február 5.     |
| 13.                                                                           |                 | 2015. április 18.  | 2016. február 12.    |
| 14.                                                                           |                 | 2015. május 23.    | 2016. március 18.    |
| 15.                                                                           |                 | 2015. május 30.    | 2016. március 25.    |
| 16.                                                                           |                 | 2015. június 6.    | 2016. április 8.     |
| 17.                                                                           |                 | 2015. június 13.   | 2016. április 15.    |